# William Wallace (nhà toán học)

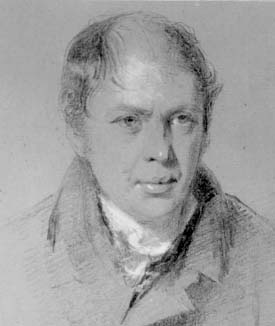
William Wallace

Giáo sư William Wallace FRSE MInstCE FRAS LLD (ngày 23 Tháng 9 năm 1768 – 28 tháng 4 năm 1843) là một nhà toán học và nhà thiên văn học người Scotland, nhà phát minh ra eidograph (một cải tiến thước sao đồ).

## Tiểu sử
William Wallace được sinh ra tại Dysart ở Fife, con trai của Alexander Wallace, một nhà sản xuất đồ da và vợ ông, Janet Simson. Ông được giáo dục tại trường ở Dysart và Kirkcaldy.
Năm 1784, gia đình ông chuyển đến Edinburgh, nơi ông được thiết lập để học nghề buôn bán sách. Năm 1790, ông xuất hiện với tư cách là "William Wallace, người đóng sách" sống và buôn bán tại Cowgatehead, ở cuối phía đông của Grassmarket.
Sở thích toán học của William Wallace đã tự phát triển, và anh đã tận dụng những giờ phút giải trí của mình đến nỗi trước khi hoàn thành việc học, anh đã có được những thành tựu đáng kể về hình học, đại số và thiên văn học. Ông đã được hỗ trợ thêm trong các nghiên cứu của mình bởi John Robison (1739-1805) và John Playfair, người dã nhận ra khả năng của ông.
Sau những thay đổi khác nhau của tình hình, chủ yếu là do mong muốn có thời gian học tập, ông trở thành trợ lý giáo viên môn toán tại Học viện Perth năm 1794. Vị trí này ông trao đổi năm 1803 để lấy bằng thạc sĩ toán học tại Đại học Quân sự Hoàng gia tại Great Marlow, vị trí mà William Wallace tiếp tục sau khi trường này chuyển đến Sandhurst, với lời giới thiệu của Playfair.
Năm 1804, ông được bầu làm thành viên của Hiệp hội Vương thất Edinburgh. Người đề xuất giới thiệu ông là John Playfair, Thomas Charles Hope và William Wright.
Năm 1819, ông được chọn để kế tục vị trí của John Playfair trên ghế toán học tại Edinburgh. Ghế thứ hai của Playfair (trong Triết học tự nhiên) đã được John Leslie đảm nhận.
Wallace đã phát triển danh tiếng như một giáo viên xuất sắc. Trong số các sinh viên của ông có Mary Somerville. Năm 1838, ông nghỉ dạy đại học vì sức khỏe yếu. Trong những năm cuối đời, ông sống tại số 6 Lauriston Lane ở phía nam của thành phố Edinburgh.
Ông chết ở Edinburgh và được chôn cất tại Greyfriars Kirkyard. Ngôi mộ nằm trên bức tường chắn phía bắc ở trung tâm của phần phía bắc.